# Église Notre-Dame de Herent
L'église Notre-Dame (Onze-Lieve-Vrouwkerk en néerlandais) est une église romane située sur le territoire de la commune belge de Herent, dans la province du Brabant flamand.
Elle est connue principalement pour la décoration pariétale de sa tour.

## Historique
L'église Notre-Dame de Herent a été édifiée au XIIe siècle.
Le chœur et le transept gothiques ont été édifiés au XIIIe siècle.
La nef a été reconstruite en 1626-1629 et sa voûte réalisée en 1724 .

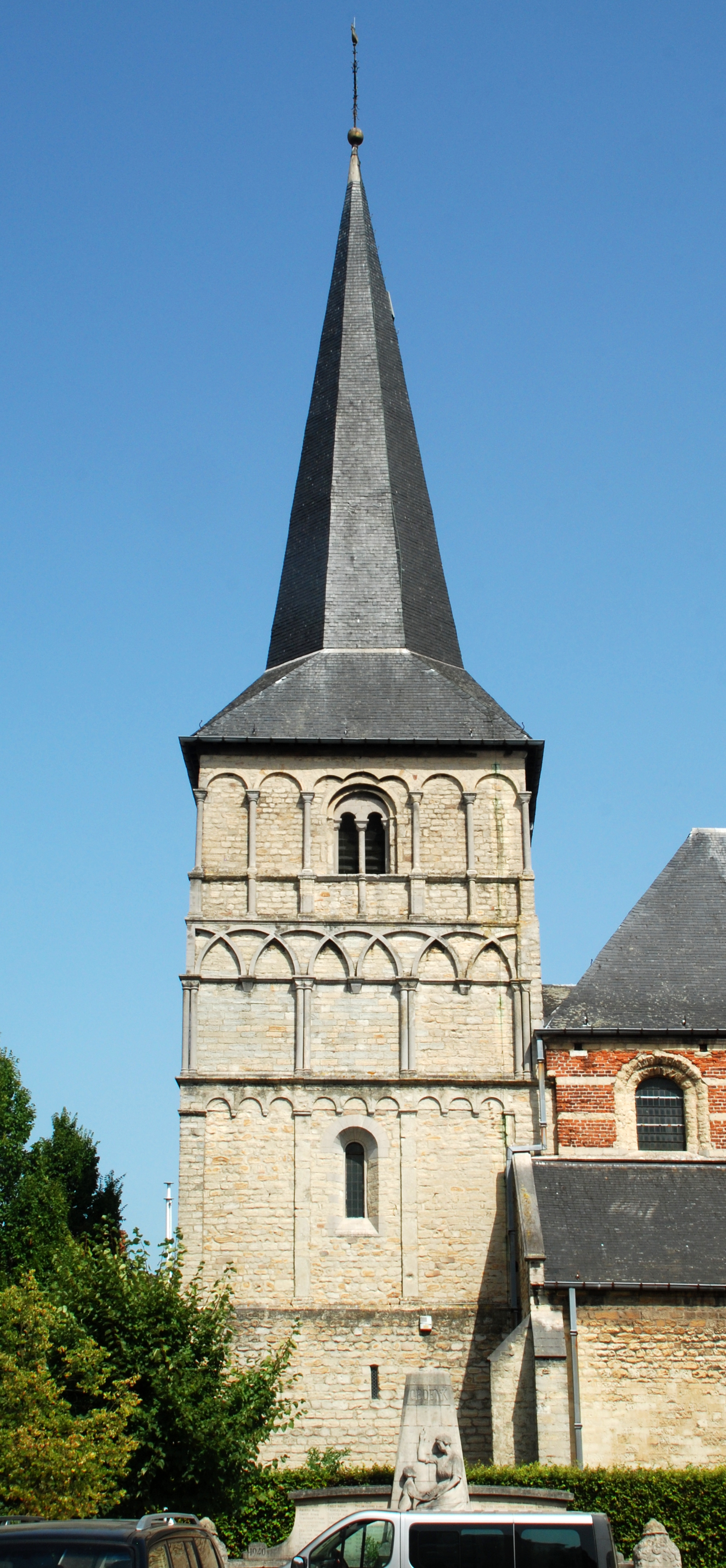
La tour

## Architecture

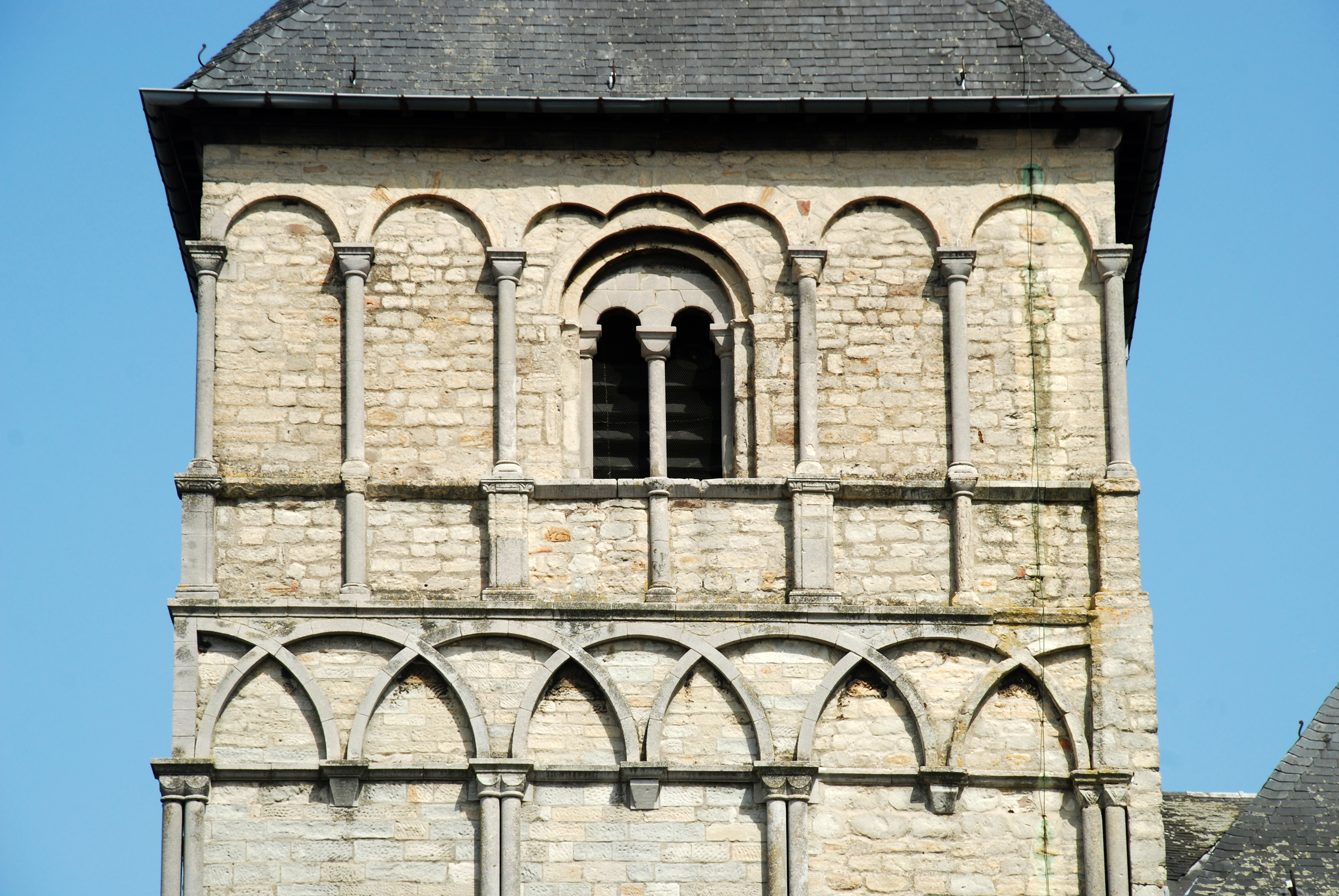
Détail de la décoration pariétale de la tour